# Carapachay
Carapachay is een plaats in het Argentijnse bestuurlijke gebied Vicente López in de provincie Buenos Aires. De plaats telt 15.181 inwoners.

## Geboren
- Erik Lamela (1992), voetballer